# Neoleptonidae
Neoleptonidae zijn  een familie van tweekleppigen uit de orde Veneroida.

## Taxonomie
De volgende geslachten zijn bij de familie ingedeeld:
- Bernardina Dall, 1910
- Lutetina Vélain, 1877
- Micropolia Laseron, 1953
- Neolepton Monterosato, 1875
- Pachykellya F. Bernard, 1897
- Puyseguria Powell, 1927